# Dudi Oris
Dudi Oris (nacido en Surabaya, el 16 de octubre de 1976), es un cantante indonesio miembro de la banda musical Yovie & Nuno, que se unió junto a Pradikta Wicaksono a partir de 2001. Dudi también trabajó con Kris Balagita (ex-The Band), para grabar un álbum discográfico titulado "Krisna", como un nuevo espectro de canciones melancólicas.

## Discografía junto a Yovie & Nuno
- Semua Bintang (2001) - dengan nama Yovie & Nuno.
- Kemenangan Cinta (2005) - dengan nama Yovie & The Nuno.
- The Special One (2007) - dengan nama Yovie & Nuno.
- Winning 11 (2010)